# Beni Hassen
Beni Hassen (àrab: بني حســان, Banī Ḥassān) és una vila de Tunísia situada uns 25 km al sud de Monastir, a la governació homònima. És capçalera d'una delegació amb 12.520 habitants segons el cens del 2004.

## Economia
Està en zona agrícola amb abundància d'oliveres, i la població està bastant dispersa en petits nuclis.

## Administració
És el centre de la delegació o mutamadiyya homònima, amb codi geogràfic 32 55 (ISO 3166-2:TN-12), dividida en cinc sectors o imades:
- Beni Hassen Sud (32 55 51)
- Beni Hassen Nord (32 55 52)
- Hatem (32 55 53)
- El Jnaïha (32 55 54)
- Ghnada (32 55 55)

Al mateix temps, forma una municipalitat o baladiyya (codi geogràfic 32 17).